# Heterotopía (Foucault)

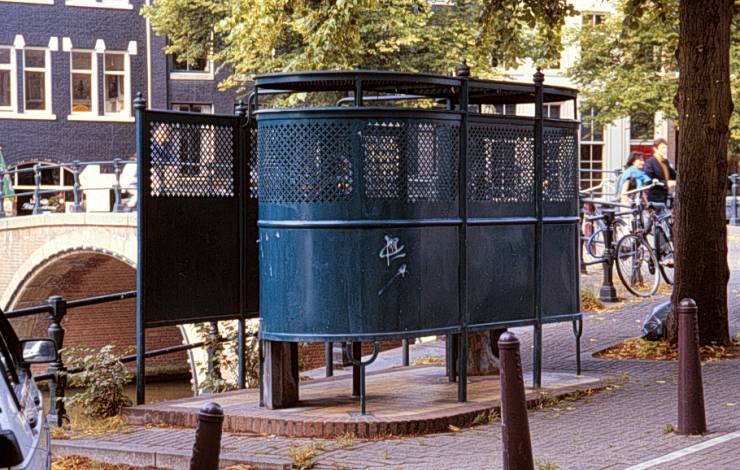
Un baño público en Ámsterdam, un ejemplo de heterotopía de ritual o purificación

Heterotopía es un concepto elaborado por el filósofo Michel Foucault para describir ciertos espacios culturales, institucionales y discursivos que son de alguna manera 'otros': perturbadores, intensos, incompatibles, contradictorios o transformadores. Las heterotopías son mundos dentro de otros mundos, que reflejan y, sin embargo, alteran lo que está fuera. Foucault propone varios ejemplos: barcos, cementerios, bares, burdeles, prisiones, jardines clásicos, ferias, baños árabes y muchos más. Foucault esboza la noción de heterotopía en tres momentos entre 1966 y 1967. En una conferencia dada por Foucault a un grupo de arquitectos en 1967 dio la explicación más conocida del término. Su primera mención del concepto se encuentra en su prefacio a El orden de las cosas, y se refiere a textos más que a espacios socioculturales.

## Etimología
Heterotopía sigue el patrón establecido por las nociones de utopía y distopía . El prefijo hetero- proviene del griego antiguo ἕτερος (héteros, "otro, otro, diferente") y se combina con el morfema griego τόπος ("lugar") y significa "otro lugar". Una utopía es una idea o una imagen que no es real pero representa una versión perfeccionada de la sociedad, como el libro de Tomás Moro o los dibujos de Le Corbusier . Como ha escrito Walter Russell Mead : "La utopía es un lugar donde todo es bueno; la distopía es un lugar donde todo es malo; la heterotopía es donde las cosas son diferentes, es decir, una colección cuyos miembros tienen pocas o ninguna conexión inteligible entre sí. " 

## Heterotopía en Foucault
Foucault utiliza el término "heterotopía" (en francés: hétérotopie) para describir espacios que tienen más capas de significado o relaciones con otros lugares de lo que se ve a simple vista. En general, una heterotopía es una representación física o aproximación de una utopía, o un espacio paralelo (como una prisión) que contiene cuerpos indeseables para hacer posible un espacio utópico real.
Foucault explica el vínculo entre utopías y heterotopías utilizando el ejemplo de un espejo. Un espejo es una utopía porque la imagen reflejada es un 'lugar sin lugar', un lugar virtual irreal que permite ver la propia visibilidad. Sin embargo, el espejo es también una heterotopía, en cuanto que es un objeto real. La heterotopía del espejo es a la vez absolutamente real, relacionándose con el espacio real que lo rodea, y absolutamente irreal, creando una imagen virtual.
Foucault explica varios tipos posibles de heterotopía o espacios que muestran significados duales:
- Una 'heterotopía de crisis' es un espacio separado como un internado o una habitación de motel donde actividades como alcanzar la mayoría edad o una luna de miel tienen lugar fuera de la vista del público. Foucault describe la heterotopía de la crisis como "reservada a los individuos que se encuentran, en relación con la sociedad y el entorno humano en el que viven, en un estado de crisis". También señala que las heterotopías de crisis están desapareciendo constantemente de la sociedad y siendo reemplazadas por la siguiente heterotopía de desviación.
- Las 'heterotopías de desviación' son instituciones donde ubicamos a individuos cuyo comportamiento está fuera de la norma (hospitales, asilos, prisiones, retiros de descanso).
- La heterotopía puede ser un único lugar real que yuxtapone varios espacios. Un jardín puede ser una heterotopía si es un espacio real destinado a ser un microcosmos de diferentes ambientes con plantas de todo el mundo.
- Las 'heterotopías del tiempo', como los museos, encierran en un solo lugar objetos de todas las épocas y estilos. Existen en el tiempo pero también existen fuera del tiempo porque están construidos y preservados para ser físicamente invariables a los estragos del tiempo.[4]
- Las 'heterotopías de ritual o purificación' son espacios que están aislados y penetrables pero que no son de libre acceso como un lugar público. O bien la entrada a la heterotopía es obligatoria, como al entrar en una prisión, o la entrada requiere rituales o gestos especiales, como en una sauna o un hammam .
- La heterotopía tiene una función en relación con todos los espacios restantes. Las dos funciones son: la heterotopía de la ilusión crea un espacio de ilusión que expone todo espacio real, y la heterotopía de la compensación es crear un espacio real, un espacio que es otro.

Los desarrollos de Foucault sobre las heterotopías se publicaron en un artículo titulado Des espaces autres (De otros espacios). El filósofo reclama una sociedad con muchas heterotopías, no sólo como espacio con varios lugares de/para la afirmación de la diferencia, sino también como medio de escape del autoritarismo y la represión, afirmando metafóricamente que si tomamos el barco como la máxima heterotopía, una sociedad sin barcos es inherentemente represiva.

## Heterotopía en la obra de otros autores
Los geógrafos humanos a menudo conectados con la escuela posmodernista han estado usando el término (y las proposiciones del autor) para ayudar a comprender el surgimiento contemporáneo de la diferencia e identidad (cultural, social, política, económica) como un tema central en las ciudades multiculturales más grandes. La idea de lugar (más a menudo relacionado con la etnicidad y el género y menos a menudo con la cuestión de la clase social) como una entidad heterotópica ha estado ganando atención en el contexto actual de la discusión teórica posmoderna y posestructuralista (y práctica política) en Geografía y otras ciencias socio-espaciales. También se ha discutido el concepto de heterotopía en relación con el espacio en el que tiene lugar el aprendizaje. Existe un amplio debate con teóricos, como David Harvey, que siguen centrados en la cuestión de la dominación de clase como determinante central de la heteronomía social.
El geógrafo Edward Soja ha trabajado con este concepto en diálogo con los trabajos de Henri Lefebvre sobre el espacio urbano en el libro Thirdspace.
Mary Franklin-Brown utiliza el concepto de heterotopía en un contexto epistemológico para examinar las enciclopedias del siglo XIII de Vincent de Beauvais y Ramon Llull como espacios conceptuales donde se juntan muchas formas posibles de conocer sin intentar reconciliarlas.
La estudiosa en nuevos medios Hye Jean Chung aplica el concepto de heterotopía para describir las múltiples capas superpuestas de espacialidad y temporalidad que se observan en los medios audiovisuales altamente digitalizados. Una percepción heterotópica de los medios digitales es, según Chung, captar la estructura laboral globalmente dispersa del capitalismo multinacional que produce las representaciones audiovisuales de varias espacio-temporalidades.
Paul B. Preciado utiliza el concepto definido por Foucault para describir un nuevo tipo de heterotopía, la pornotopía; Esta es aquella heterotopía sexual que establece relaciones propias entre espacio, sexualidad, placer y tecnología. Para Paul B. Preciado es una pornotopía el burdel, por oponerse tanto a la celda célibe como a la habitación conyugal, pero también lo son los canales de Ámsterdam, los hoteles de prostitución de Nevada o los love hotel japoneses.

## Heterotopía en la literatura
El concepto de heterotopía ha tenido un impacto significativo en la literatura, especialmente en la ciencia ficción, la fantasía y otros géneros especulativos. Muchos lectores consideran que los mundos de China Miéville y otros escritores de ficción extraña son heterotopías en la medida en que son mundos de diferencia radical transparentes o de indiferencia para sus habitantes. La novela de Samuel Delany de 1976 Trouble on Triton está subtitulada An Ambiguous Heterotopia y fue escrita en parte en diálogo con la novela de ciencia ficción de Ursula K. Le Guin The Dispossessed, que tiene el subtítulo An Ambiguous Utopia .